# Pavlos Carrer
Pavlos Carrer (gr. Παύλος Καρρέρ, ital. Paolo Carrer), grški skladatelj, utemeljitelj grške narodne opere, * 12. maj 1829, Zakintos, Grčija, † 7. junij 1896, Zakintos.
Glasbo je študiral pri italijanskih profesorjih Giuseppeju Cricci in Francescu Marangoniju ter Grku Nikolaosu Mantzarosu. V 50. letih 19. stoletja je živel v Italiji, kjer se je seznanil z italijansko popularno operno glasbo, zato je tudi sam začel skladati opere po vzoru italijanskega belkanta (po vzoru Verdija).
Tako je ustvaril prvo grško narodno opero v štirih dejanjih Marco Bozzari (1858–1860). Skladal je tudi pesmi, instrumentalno in baletno glasbo.

## Opere (izbor)
- Isabella d'Aspeno (1854)
- Frossini (1868)
- Maria Antonietta (1873)
- Despo (1875)
- Marathon Salamis (1886–1888)